# Centrale idroelettrica di Covalou
La centrale idroelettrica di Covalou (centrale hydroélectrique de Covalou in francese), costruita nel 1926, è una centrale a bacino sita nel comune di Antey-Saint-André (Valle d'Aosta), nella bassa Valtournenche.

## Geografia
La centrale utilizza le acque del torrente Marmore (bacino di Ussin, nel comune di Valtournenche) e dei rû Grand Chamois, rû Torgnon, rû Antey e rû Promiod, con un bacino imbrifero complessivo pari a 160,56 km2.

## L'impianto
La centrale ha una producibilità media annua di 140 GWh ed il bacino è realizzato da una diga in muratura a secco sul torrente Marmore, in località Ussin (Valtournenche). La portata massima è pari a 10 m3/s con un salto di 554,35 m.
La condotta forzata ha due tubazioni parallele che scendono lungo un piano inclinato all'aperto sino alla centrale, dove tre gruppi ad asse orizzontale turbina Pelton/alternatoreforniscono una potenza di 39 MW.
L'impianto è stato automatizzato nel 1995 e la conduzione è telecomandata dal PT Pont-Saint-Martin.

## Architettura
Costruita nel 1926, il progetto delle strutture edilizie fu redatto dall'architetto Giovanni Muzio.

## Galleria d'immagini

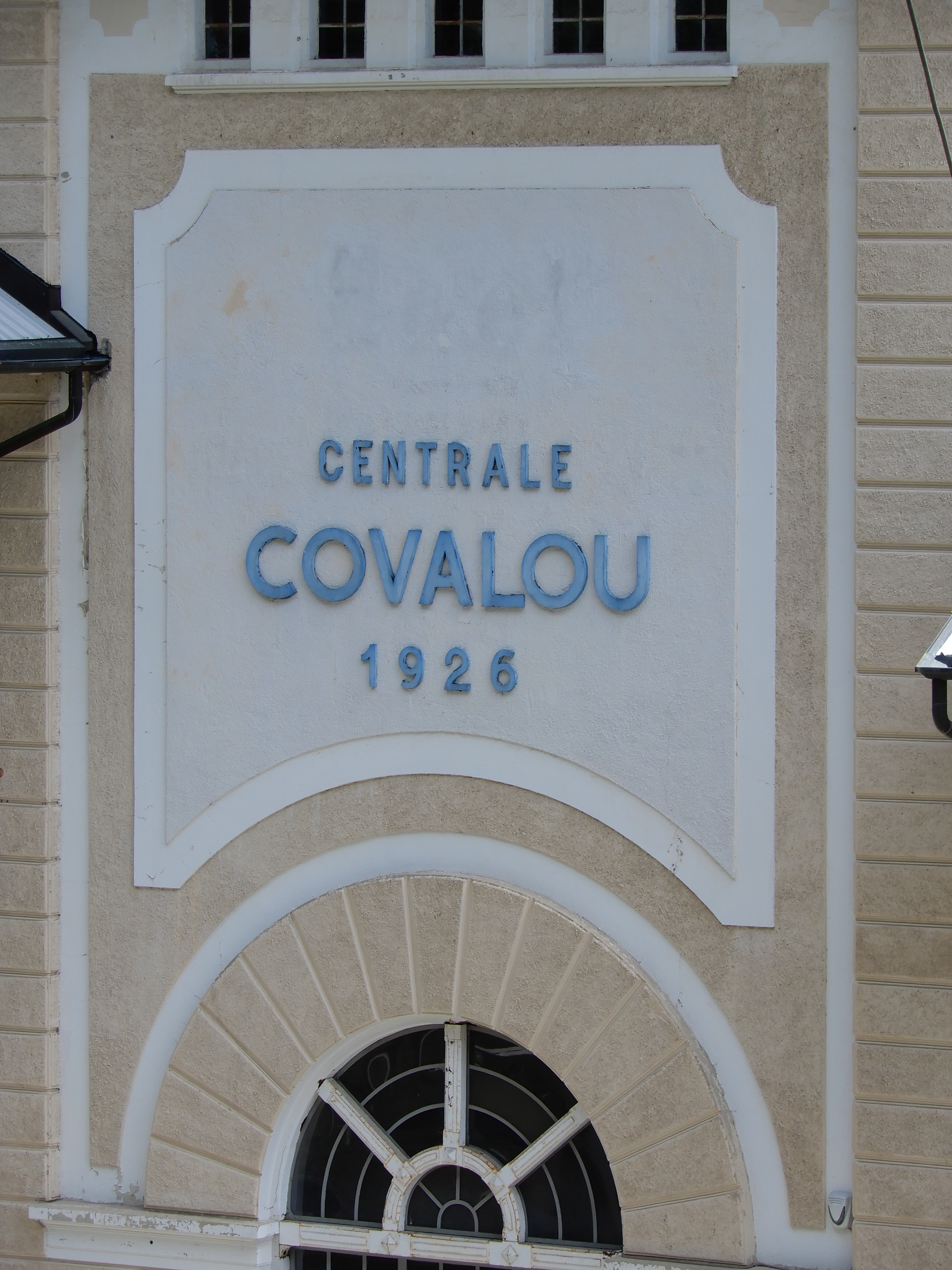